# جاي فيليب جونسون
جاي فيليب جونسون (بالإنجليزية: J. Philip Johnson)‏ هو قاضي ومحامي أمريكي، ولد في 28 مارس 1938.